# Csizmazia Gyula
Csizmazia Gyula (Pécs, 1910. április 3. – Sopronkőhida, 1944. november 4.) partizán, bányász. A forrásokban – tévesen – sok esetben Csizmadia néven szerepel.

## Élete
Csizmazia József szénbányász és Dobos Anna fia. 1936-ban lett tagja a bányamunkások országos szövetségének. 1942-ben internálták, ezt követően pedig büntetőszázaddal a frontra küldték ki, ahol hadifogságba esett. Itt kijárta a partizániskolát, és részt vett a harcokban. 1944. augusztus elején Szőnyi Márton csoportjának tagjaként a Bükkben ereszkedett le, ám a helyi hatóságok elfogták, perbe fogták, és kivégezték.